# Сельцо (Архангельская область)
Сельцо — деревня в Виноградовском муниципальном районе Архангельской области. Входит в состав Заостровского сельского поселения.

## География
Деревня расположена на левом берегу Северной Двины, в среднем её течении. Ниже устья реки Шейка находится плотбище Селецкое. Остановочный пункт Сельцо находится в 372,8 км от Архангельска.
Часовой пояс
Сельцо, как и вся Архангельская область, находится в часовой зоне МСК (московское время). Смещение применяемого времени относительно UTC составляет +3:00.

## Демография
| 2002 | 2010 | 2012 |
| ---- | ---- | ---- |
| 65   | ↘32  | ↗35  |

## История
Селение образовалось в конце XVI - начале XVII веков, когда местное чудское население было вытеснено переселенцами с христианским вероисповеданием. Селецкий приход был образован в 1607 году, когда на левом берегу Северной Двины в месте впадения реки Сельки(Шейки) была построена церковь, освящённая в честь пророка Илии. В 1798 году церкви были перенесены из-за подмыва берега и частых наводнений.

## Достопримечательности
В деревне есть памятник архитектуры — деревянный храмовый комплекс — Ансамбль Ильинской и Крестовоздвиженской церквей, в который входит Церковь Илии Пророка и Церковь Воздвижения Креста Господня. Изначально в деревне был традиционный северный «тройник» — две шатровые церкви и колокольня. 
Храм Илии Пророка Объект культурного наследия № 2910035003 , бо́льший по размеру, построен в 1623 году (по другим сведениям — в 1726 году на месте более ранней). Четверик, завершенный восьмериком под рубленым шатром, с пятигранным алтарем и двустолпной трапезной с двухвсходным крыльцом. В советское время церковь пустовала, восстановительные работы ведутся с 1980-х годов. В 1800 году к храму была пристроена шатровая колокольня, которая в настоящее время утрачена.
Церковь Воздвижения Креста Господня Объект культурного наследия № 2910035002  — небольшая кирпичная церковь 1802 — 1802 годов постройки. Одноглавый четверик под высокой четырёхскатной кровлей, с апсидой и притвором. В настоящее время находится в аварийном состоянии.  
В СМИ было опубликовано несколько статей о сохранности этого памятника культуры:

В селе Сельцо Виноградовского района три архитектурных памятника федерального значения под угрозой полного разрушения. Подобных памятников деревянного зодчества в России уже почти не осталось.
Огромная зимняя деревянная церковь, звонница и каменная летняя церковь конца XVIII века под угрозой исчезновения. Специалисты утверждают, что такие памятники деревянного зодчества не то, что в Архангельской области в России редкость.
Эдуард Малышев, директор Виноградовского районного музея: «В чем их ценность для истории, для культуры. Во-первых, такого размера сельских храмов нигде нет, и как бы не гордился наш знаменитый музей деревянного зодчества в Малых Карелах, у них таких памятников нет. В 80-е годы приезжали студенты — реставраторы из Москвы и Санкт-Петербурга, но работу не доделали, оставили леса на храмах. Из-за этого разрушение памятников ускорилось. Леса уже практически сгнили, они уже сами являются опасностью для церквей, потому что они в любой момент могут рухнуть и свалить кровлю. И звонница и у зимнего деревянного храма, но сделать никто уже ничего не может».
Старожилы берегут памятники от заезжих посетителей, вставляют стекла и ремонтируют замки. Храмовый комплекс села Сельцо теоретически находится под защитой государства, но на самом деле, церкви охраняют только местные жители. А о том, что еще 40 лет назад эти храмы внесены в реестр памятников федерального значения, сейчас напоминает только полустертая заржавевшая табличка.
- Церковь Илии Пророка в 2017 году
- Состояние Ильинской церкви в 2022 году
- Крестовоздвиженская церковь в 2022 году
- Магазея

## Интересные факты
В 1894 году Сельцо посетил путешествовавший по Русскому Северу известный художник Василий Верещагин.